# Shawn Drover
Shawn Drover (født 5. maj 1966 i Montreal, Quebec, Canada) er en musiker, som tidligere var trommeslager for Megadeth og Eidolon, men nu spiller i Act of Defiance. Efter at være begyndt til trommer i en alder af 13, sluttede han sig til sit første band Eidolon sammen med sin bror Glen, der også tidligere har været guitarist i Megadeth.

## Diskografi

### Eidolon
- Sacred Shrine (1993)
- Zero Hour (1996)
- Seven Spirits (1997)
- Nightmare World (2000)
- Hallowed Apparition (2001)
- Coma Nation (2002)
- Apostles Of Defiance (2003)
- The Parallel Otherworld (2006)

### Megadeth
- Gigantour (2005)
- Arsenal of Megadeth (2006)
- Gigantour 2 (2006)
- That One Night: Live in Buenos Aires (2007)
- United Abominations (2007)